# Monte Finley
Il Monte Finley (in lingua inglese: Mount Finley) è una prominente montagna antartica, alta circa 3.470 m, situata sulla dorsale che si estende a sud del Monte Wade,  9 km a sud-sudovest del Monte Oliver, nelle Prince Olav Mountains, catena montuosa che fa parte dei Monti della Regina Maud, in Antartide. 
La denominazione è stata assegnata dall'esploratore polare statunitense Byrd, in onore di John Huston Finley (1863–1940), Presidente dell'American Geographical Society nel 1928-30, all'epoca della spedizione antartica di Byrd.